# Bojszowy Nowe
Bojszowy Nowe (prononciation : [bɔi̯ˈʂɔvɨ ˈnɔvɛ]) est une localité polonaise de la gmina de Bojszowy, située dans le powiat de Bieruń-Lędziny en voïvodie de Silésie.